# Nayef Al Khater
Nayef Mubarak Al Khater (10 maggio 1978) è un ex calciatore qatariota, di ruolo difensore.

## Carriera

### Club
Ha sempre giocato nel campionato qatariota.

### Nazionale
Con la maglia della nazionale ha partecipato alla Coppa d'Asia 2004.